# 抱いてあげる
「抱いてあげる」（だいてあげる）は、1988年8月3日にリリースされた、渡辺美奈代の9枚目のシングル。CBS・ソニーより発売された。

## 解説
この曲からデビュー以来のトレードマークであったフリルとレースをあしらった衣装に花の髪飾りというガーリースタイルから、ボディコンスタイルへと大胆なイメージチェンジを図っている。
間奏中、振り返って客席側に背中を向ける "悩殺ポーズ"のような振付が、のちのちのお色気路線への転向を示唆するものとして象徴的である。
同曲がソロデビュー以来、初めてのメッセージソングとなるが、映画「ティファニーで朝食を」の挿入歌『ムーン・リバー』が好きで“ボーイ”な“あなた”が一体誰なのか、抽象的な歌詞から想像するのは困難であるが、『これは「(あなたを)抱きしめてあげる」ではなく、「抱きしめて、私の大切なものを、たった一人のあなたにあげる」』、つまり「これ、あげるから、抱いて」という意味であると本人はかなり意外な解説をしている。
「♪抱いてあげる」という歌詞が曲中、ひたすら28回繰り返し登場する。
この時期、渡辺の新曲として制作されながら、ボツとなり、最終的に畠田理恵に譲り渡された「ソノ気にさせて」という幻のシングルが存在した。

## 収録曲
作詞:滋田美佳世／編曲:鈴木慶一
1. 抱いてあげる（3:36）
  - 作曲:鈴木慶一・渚十吾
2. Tururu（3:38）
  - 作曲:渚十吾

## 収録作品
CD
- 恋してると、いいね -the Heart of Love- ※Remix version
- KISS! KISS! KISS! -MINAYO WATANABE BEST-
- 渡辺美奈代ベスト・コレクション
- GOLDEN☆BEST 渡辺美奈代 SINGLES
- 渡辺美奈代 30th Anniversary Complete Singles Collection Disc 2 M-1/M-2
- 結成30周年記念CD-BOX シングルレコード復刻ニャンニャン Disc 106 ※カラオケ含む
- おニャン子クラブ(結成30周年記念) シングルレコード復刻ニャンニャン［通常盤］7 Disc 2 M-7/M-8